# Iñaki Mateu
Iñaki Mateu (Tucumán, 17 de marzo de 1997) es un jugador hispano-argentino de rugby que se desempeña como centro, juega en el Recoletas Burgos - Caja Rural de la División de Honor y es internacional absoluto con la Selección Española.

## Carrera
Iñaki Mateu es natural de la Provincia de Tucumán, donde su padre es jugador de rugby de Los Tarcos RC. Allí empezó a jugar al rugby, antes de partir a los 8 años a España con su familia. Allí, su padre llegó a ser entrenador del CD Hercesa en la localidad de Alcalá de Henares, donde Iñaki continúa practicando este deporte.  A los 16 años se incorporó al Sanitas Alcobendas, uno de los clubes españoles más importantes. 
Internacional juvenil en España, se convirtió en miembro del equipo de Alcobendas. En 2017, incluso fue invitado a prepararse para el Mundial Juvenil con Argentina.  El mismo año hizo su primera selección con la selección española. Luego se decantó por el rugby a siete, uniéndose a la selección española que juega en las Series Mundiales durante todo el año. Luego jugó dos temporadas completas en el circuito mundial, participando en 15 torneos.
En 2020, ante la incertidumbre que pesa sobre el futuro del circuito de Seven, decidió regresar al XV. Luego se unió al club Viadana en Italia,  donde se apreció su versatilidad en la zaga.  Permaneció dos temporadas en Italia, luego regresó a España en 2022, fichando por el Real Ciencias Rugby Club, donde se unió a su hermano Guillermo. 
En 2023, de nuevo junto a su hermano, fichó por el Recoletas Burgos Caja Rural de la División de Honor de España.